# Carlsberg Byen
Carlsberg Byen er et område på grænsen mellem Valby og Vesterbro i København som siden 1847 har været hjemsted for bryggerigruppen Carlsberg. Området opstod i 1847, da J.C. Jacobsen grundlagde sit oprindelige bryggeri på området. Den første brygning skete den 11. november samme år og der har været uafbrudt produktion frem til 30. oktober 2008, hvor den sidste brygning blev gennemført. Det samlede område er på mere end 30 hektar og er nu under udvikling til en ny bydel med butikker, skoler og lejligheder. Området forventes færdigudviklet i 2024.
Carlsberg Byens masterplan, som danner grundlaget for bydelens udvikling, blev i 2009 fremhævet som verdens bedste masterplan. Carlsberg Byen udnævnes ofte af internationale medier, som et af Europas og Københavns mest interessante nye byområder; her fremhæves bl.a. området særlige arkitektoniske sammensmeltning af det historiske og det moderne, og de kulturelle og gastronomiske oplevelser.
Flere af Carlsberg Byens nyopførte boliger og ejendomme har været fremhævet for deres arkitektoniske kvaliteter, og været indstillet til eller vundet arkitekturpriser.
Projektets byudvikling har også mødt kritik, herunder for at have skæmmet et tidligere flot historisk byområde og manglen på byliv og butiksdød. I dag er flere butikker, caféer og restauranter åbnet i takt med kvarterets udvikling, hvor mange bor, arbejder og opholder sig dagligt.

## Historie

### Gamle Carlsberg
Det første bryggeri som blev opført læ for enden af vore dages Gamle Carlsberg Vej, ved viadukten over jernbanen. Udover selve bryggeriet blev ligeledes bygget en bolig til J.C. Jacobsen og hans familie, det nuværende Carlsberg Akademi.
Øst for det oprindelige bryggeri blev senere opført Anneksbryggeriet (også kendt som Mellembryggeriet), som først blev forpagtet til sønnen Carl Jacobsen, men senere lagt under det oprindelig bryggeri. Området blev afrundet ved opførelsen af den nye hovedport ved Pasteursvej.
Nord for nuværende Gamle Carlsberg Vej blev opført dels en embedsbolig til Erhard Kogsbølle og siden Carlsberg Laboratorium. En del af de øvrige ejendomme i området blev opkøbt af Carlsberg og anvendt til forskellige formål.

### Ny Carlsberg
Sønnen Carl Jacobsen opførte sit eget bryggeri, Ny Carlsberg, omkring den nordlige del af den nuværende Ny Carlsberg Vej. Bryggeriet blev først anlagt på området mellem Gamle Carlsberg og Ny Carlsberg Vej, men da produktionen ikke kunne rummes her, blev også bygget øst for Ny Carlsberg Vej og bygningerne blev forbundet med Elefantporten og Dobbeltporten.

### Moderne Carlsberg
Det såkaldt moderne Carlsberg er vokset frem siden 2013, hvor der blev iværksat nye byggerier på det gamle bryggeriområde. Det nye byggeri er centreret dels med området omkring kedelhus og kraftværk, siden med flere tappeanstalter, bl.a. NyTap med godsbanegården Station Hof i nederste niveau. Malteri og Silo vest for Ny Carlsberg Vej over det moderne byggeri i 1980'erne med tappehal og palletering og sidst med nedlæggelsen af en del af Jerichausgade for at bygge et depot.
Beliggende umiddelbart syd for Gl. Carlsberg, parallelt med haven for Carlsberg Akademi ligger bygningen Tap E på området for det tidligere Bryggeriet Alliance. Området er overtaget fra Alliance i hhv. 1891 og 1913 indeholdende mineralvandsfabrik, aftapningsanstalt og bryggeri. Produktionen på aftapningsanstalten indstilledes i forbindelse med indvielsen af Gl. Tap i 1903. Området blev siden ryddet og den store hvide bygningskrop opførtes som mineralvandsfabrik. Efter udflytningen af produktionen til Tuborg i Hellerup omlagdes bygningen til Eksport tappekolonne og herfra stammer navnet Tap E. Bygningens sidste formål inden afviklingen af produktionen var som dåsetappekolonne.

### Kongens Bryghus
Området for det tidligere bryggeri i Rahbeks Allé blev omdannet til Kongens Bryghus og i forbindelse med fusionen af De forenede Bryggerier og Carlsberg i 1970 kunne områderne sammenlægges.

## I dag
Udviklingsselskabet Carlsberg Byen P/S (tidligere en del af Carlsberg A/S under navnet Carlsberg Ejendomme) forestår udviklingen af bykvarteret. I Carlsberg A/S’ ejertid startede projektet under navnet Vores By, men blev senere omdøbt til "Carlsberg Byen". Dette nye navn er et eksempel på særskrivning i moderne danske egen- og stednavne.
Indtil midten af 2020'erne vil Carlsberg Byen blive byudviklet og bebygget efter det danske arkitektfirma Entasis’ masterplan. Planen vandt førsteprisen som verdens bedste masterplan på World Architecture Festival i Barcelona i 2009. Den er inspireret af de historiske bykerners kvaliteter. Nyt, moderne og bæredygtigt byggeri vil dermed indgå i samspil med de historiske Carlsberg-bygninger, hvoraf mange er fredede eller bevaringsværdige.

### Kontorer og nye boliger
I alt vil der blive opført ca. 3.000 boliger. Boligerne vil komme til at udgøre 45-60 pct. af de 600.000 etagemeter, der planlægges bebygget i hele Carlsberg Byen. De øvrige etagemeter vil blive bebygget med erhverv, butikker, kultur, idrætsfaciliteter og institutioner. Første etape var etableringen af et 82.000 etagemeter stort byggeri, der blandt andet indeholder et moderne campusområde for Københavns Professionshøjskole med 10.000 studerende. Byggeriet omfatter desuden butikker, boliger og kontorer og er beliggende ved siden af den nye S-togsstation Carlsberg Station. I 2017 blev det første nye område færdig. Området omkring Carlsberg Station og det 100 meter høje Bohrs Tårn, indviet. Der er åbnet en lang række butikker i området, herunder supermarkeder, caféer, m.v.

### Kritik af byudviklingen
Projektet er blevet kritiseret for sin tilgang til byudvikling, herunder for at have skæmmet et tidligere flot historisk byområde. Dette er især sket ved at opføre et stort antal højhuse, som dominerer det følsomme historiske område.
Carlsbergbyen har fældet et stort antal træer på området, deriblandt flere bevaringsværdige træer i modstrid med lokalplanen. Efterkommerne af Carlsberg valgte senere at donere 80 træer for at genskabe de originale trærækker i bydelen.
I 2019 berettede Ekstra Bladet, at der var en udbredt mangel på byliv og butiksdød med flere butikker, der allerede havde måttet lukke igen. Ud af omkring ti butikker på Tapperitorvet og Humletorvet havde seks drejet nøglen om eller var flyttet fra bydelen igen. De erhvervsdrivende klagede over en høj husleje sammenholdt med et fejlestimat af, hvor mange mennesker, der ville besøge bydelen, som grunden til butikslukningerne.
Arkitekturen kritiseres for at minde om noget der er opført i 1970'erne med især Bohrs Tårn, og har af visse kritikere modtaget voldsom kritik for sin "lortebrune" facade. Bohrs Tårn blev i 2019 nomineret til Københavns grimmeste bygning.
Der er udbredt bekymring for de voldsomme skyggeeffekter af den tætte placering af ni meget høje højhuse. Beboere på Vesterbro har beskrevet byggeriet som en "løftet, grim pegefinger".

### Carlsberg Byens udvikling frem mod 2024
Liste over hvornår de forskellige nye bygninger forventes at stå færdige.
NB:  Listen herunder bør opdateres, da bygninger og pladser færdiggøres løbende

#### Færdige bygninger
- Laura Hus
- Jacobsens Hus
- Otillia Hus
- Campus Carlsberg
- Bohrs Tårn
- Carlsberg Station
- Forskerboliger på Bohrs Gade
- Scherfig Hus
- Christen Hus

#### 2018
- Europaskolen Copenhagen
- Harild Hus
- Rahbek Hus
- Heiberg Huse
- Bindesbøl Hus
- Købke Hus
- Krøyer Hus

#### 2019
- Theodore Hus
- Carlsberg hovedsæde
- Hotel Ottilia
- Ottilia Jacobsens Plads

#### 2020
- Brygmester Hus
- Mineralvandsfabrikken
- Adminstrationsbygningen
- Mineralvandshuset

#### 2021
- Caroline Hus
- Bønecke Hus
- Dahlerups Tårn
- Fristrup Hus
- Tuxens Tårn

#### 2022
- Pasteurs Tårn
- Rothe Hus
- Vogelius Tårn

#### 2024
Hele bykvarteret burde stå færdig med butikker, kontorer og gadenavne og pladser som Bohrs Gade og J.C Jacobsens gade og Bryggernes Plads, der bliver en af de helt store pladser i det nye kvarter.

## Ejerforhold
Udviklingsselskabet Carlsberg Byen P/S, der står for udviklingen af området blev etableret den 1. maj 2012.
Ejerkredsen består af: PFA Pension (30%), Carlsberg A/S (25%), Nordea Pension (22,5%) og Pensam (22,5%)

## Områdekort
| - Området omkring Carlsberg Byen |  | Bygninger - Carlsberg Hovedkontor - Carlsberg Laboratorium - Carlsberg Akademi - Carlsberg Station, tidl 'NyTap' - Kedelhallen - Mineralvandsfabrikken Gader - Ny Carlsberg Vej - Bohrs Gade - J.C Jacobsens gade Pladser - Bryggernes Plads - Franciska Clausens Plads - Thorvald Bindesbølls Plads .. med Halmlageret - Ottilia Jacobsens Plads Højhuse / 'Tårne' - Højhusene i Carlsberg Byen - Bohrs Tårn - Pasteurs Tårn - Dipylontårnet på Carlsberg - Kridttårnet Områder - Bag Elefanterne - Vesten for humlen, lille park Historiske bygninger - Kridttårnet med 'Stjerneporten' Andre geværdigheder - Elefantporten på Carlsberg - J.C. Jacobsens Have .. med "De hængende haver" |

## Galleri
| - Omdannelsen af bryggeriområdet startede synligt i 2007 med flytning af tankparken fra området for det tidligere mellembryggeri. - "NyTap" havde tidligere sin egen Station Hof − På billedet et S-tog (2. generation) og et IC3-tog − Foto fra april 2002 - Carlsberg Station, Campus Carlsberg og Bohrs Tårn hvor "NyTap" lå |